# Manulea dregei
Manulea dregei är en flenörtsväxtart som beskrevs av O.M. Hilliard och B.L. Burtt. Manulea dregei ingår i släktet Manulea och familjen flenörtsväxter. Inga underarter finns listade i Catalogue of Life.